# 山本鼎
山本 鼎（やまもと かなえ、1882年〈明治15年〉10月14日 - 1946年〈昭和21年〉10月8日） は、日本の版画家・洋画家・教育者。
愛知県額田郡岡崎町（現・岡崎市）出身。16歳からは長野県上田市に住み、美術の大衆化、民衆芸術運動のなかに身を投じた。長男は詩人の山本太郎。画家で詩人の村山槐多は従弟。

## 来歴

### おいたち
1882年（明治15年）10月14日、愛知県額田郡岡崎町（現在の岡崎市）に父一郎、母たけの長男として生まれた。間もなく、漢方医の父が医師資格取得に必要な西洋医学を学ぶため上京、一家は東京浅草区山谷町に移住した。小学校を卒業した鼎は、浜松町の木版工房で桜井暁雲（虎吉）の住込み徒弟となり、版画職人として自立する道を歩み始める。鼎16歳のとき、父が長野県小県郡神川村大屋（現上田市）に医院を開業、一家は移住、鼎にとって上田は第二の故郷となった。

### 美術学校時代
1901年（明治34年）に木版工房での9年間の年季奉公を終えた鼎は、他人の下絵を彫るだけの職人に満足できず、1902年（明治35年）、東京美術学校西洋画科選科予科に入学した。在学中の1904年（明治37年）、与謝野鉄幹主宰の雑誌『明星』に刀画「漁夫」を発表、海辺の人々の生活感を滲ませたこの作品のリアリズムは、複製技術を主体とする、従来の版画にない新鮮さを示し、新進気鋭の版画家として注目された。それは、絵師、彫師、摺師の三者を一人で行う画期的な創作版画であった。1906年（明治39年）に東京美術学校西洋画撰科を卒業した。1907年（明治40年）、鼎は創作版画を奨励し、若い美術家や作家たちの創作拠点とすることを目的として石井柏亭、森田恒友と美術文芸雑誌『方寸』を創刊。資金難の中、雑誌の発行は困難を極めたが、1911年（明治44年）の終刊までに35冊を発行、美術・文芸の分野に独特の地歩を築きあげた。卒業後、鼎は雑誌にさし絵や文章などを書き活躍を始めた。
1908年（明治41年）12月、鼎は『方寸』を母体として、発起人の一人として「パンの会」を発足させた。石井柏亭、森田恒友、倉田白羊などの『方寸』同人と、北原白秋、木下杢太郎らがメンバーであった。1910年（明治43年）3月下旬から「上田朝日新聞」に、スケッチと文章による葉書通信『尋常茶飯録』の連載を始めた。北原白秋との親密な文学的交遊をうかがわせるエピソードとして興味深い。1911年（明治44年）、自ら東京版画倶楽部を開設し、そこからの刊行となった「草画舞台姿」というシリーズは、坂本繁二郎との共作で、従来の浮世絵版画の形式を追った作品であった。鼎は同誌に木版、石版、ジンク版などによる作品60点のほか、俳句、詩、評論、随筆などを発表している。

### フランス留学
1912年（明治45年）7月、鼎は石井柏亭の妹、光子との結婚を石井家から拒絶されたことが発端で、パリへ旅立った。木版画を製作し、絵 を描き、エコール・ド・ボザール（美術学校）のエッチング科へも通うが、貧困の生活が続き、モデルのフランス女性が、あまりの寒さにストーブを焚いてくれと言っても、石炭を買う金が無く、手のひらでその肌を時々暖めてやりながら絵を描くこともあったというエピソードが残っている。一方滞仏中、島崎藤村との親しい交友関係ができ、藤村の『新生』に登場する画家・岡は山本鼎をモデルにしている。後に鼎は、フランスで得たものは、「リアリズム」であったといっている。

### モスクワにて
1916年（大正5年）6月、鼎はロシア経由で帰国の途につく。モスクワでは領事館の世話になり、帰国の旅費を得るため六カ月ほど滞在するが、この間、農民美術蒐集館を訪れ、児童創造展覧会も鑑賞した。モスクワ滞在中、北原白秋と懇意な青年と会い、白秋の妹、家子との縁談を紹介され、帰国した翌年（大正6年）二人は結婚する。またモスクワ時代には留学中であった片上伸とも出会い、以降も親交が続く。

### 帰国後の活動

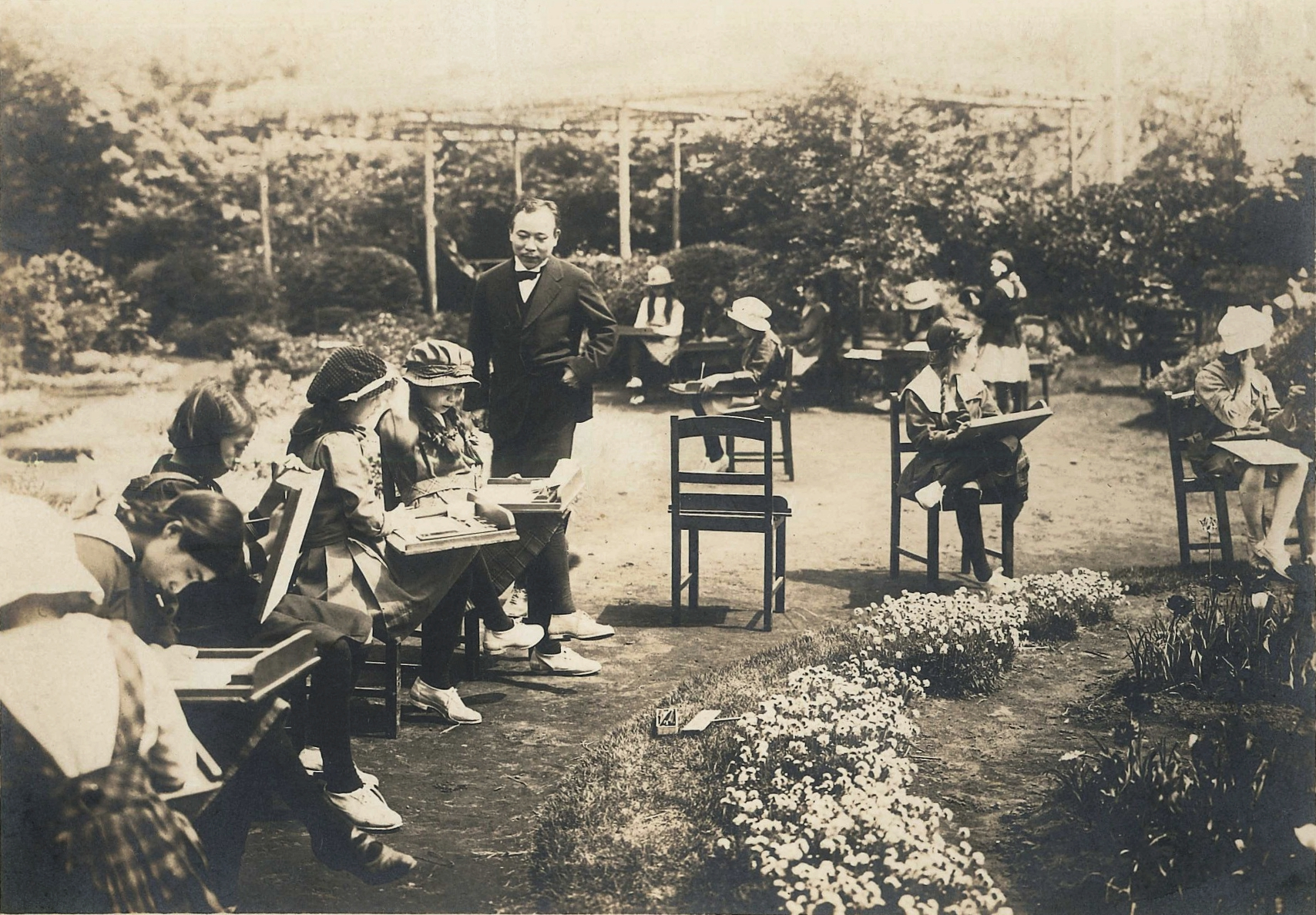
自由学園の生徒に写生を指導する山本（1921年）

1918年（大正7年）には、戸張孤雁らと日本創作版画協会を設立。日本画、洋画と並ぶべき版画の独自性を主張するなど今日の創作版画の隆盛をもたらすことに貢献した。（「版画」という語は鼎の造語であるといわれている。「平凡社、世界大百科事典」）また同年、小県郡神川小学校で「児童自由画の奨励」の講演を行ったことを契機に、子供に自由に描かせる自由画運動を推進することになった。1919年（大正8年）には、農民美術練習所を開講し、終生農民美術振興に献身することになった。また、鼎は描きやすい画材の研究をかさね、クレパスを考案したことでも知られている。1921年（大正10年）頃より、夫婦で国柱会に入信。
山本の郷里の知り合いが星野温泉の支配人をしていたことから、帰国後の第一作「温泉道」を軽井沢で描いて発表したところ、富岡製糸場の所長から申し出があり、軽井沢のアトリエを進呈された。所長は、偶然軽井沢で画作に励む山本を目撃し、その真摯な姿勢に感激したゆえの好意だったという。
1924年、台湾総督府の依頼を受けて、台湾の排湾族地域である嘉興部落（Puljetji Tribe）を調査した。大正十三年五月十二日、台湾日日新聞に「台湾の原住民の工芸は、漢系（閩人、粤人古称交趾（こうし））の工芸を上回る」と記載されている。

### 晩年
鼎は、フランスへ渡った当時借金生活を送ったが、その後も農民美術の事業などで莫大な負債をかかえ生活は苦しかった。晩年は脳溢血で倒れ、療養生活を送った。1946年（昭和21年）10月8日、腸捻転を病み手術後に死去。享年65。鼎の墓所は江戸川区一之江の国柱会墓所にある。

## 代表作
- 「漁夫」　木版画　1904年
- 「デッキの一隅」　木版画　1912年
- 「野鶏（ヤーチー）」　木版画　1912年　中国の娼婦を描いている
- 「ブルトンヌ」　木版画　1920年　ブルターニュ地方の女性を描いている　山本鼎最後の木版画

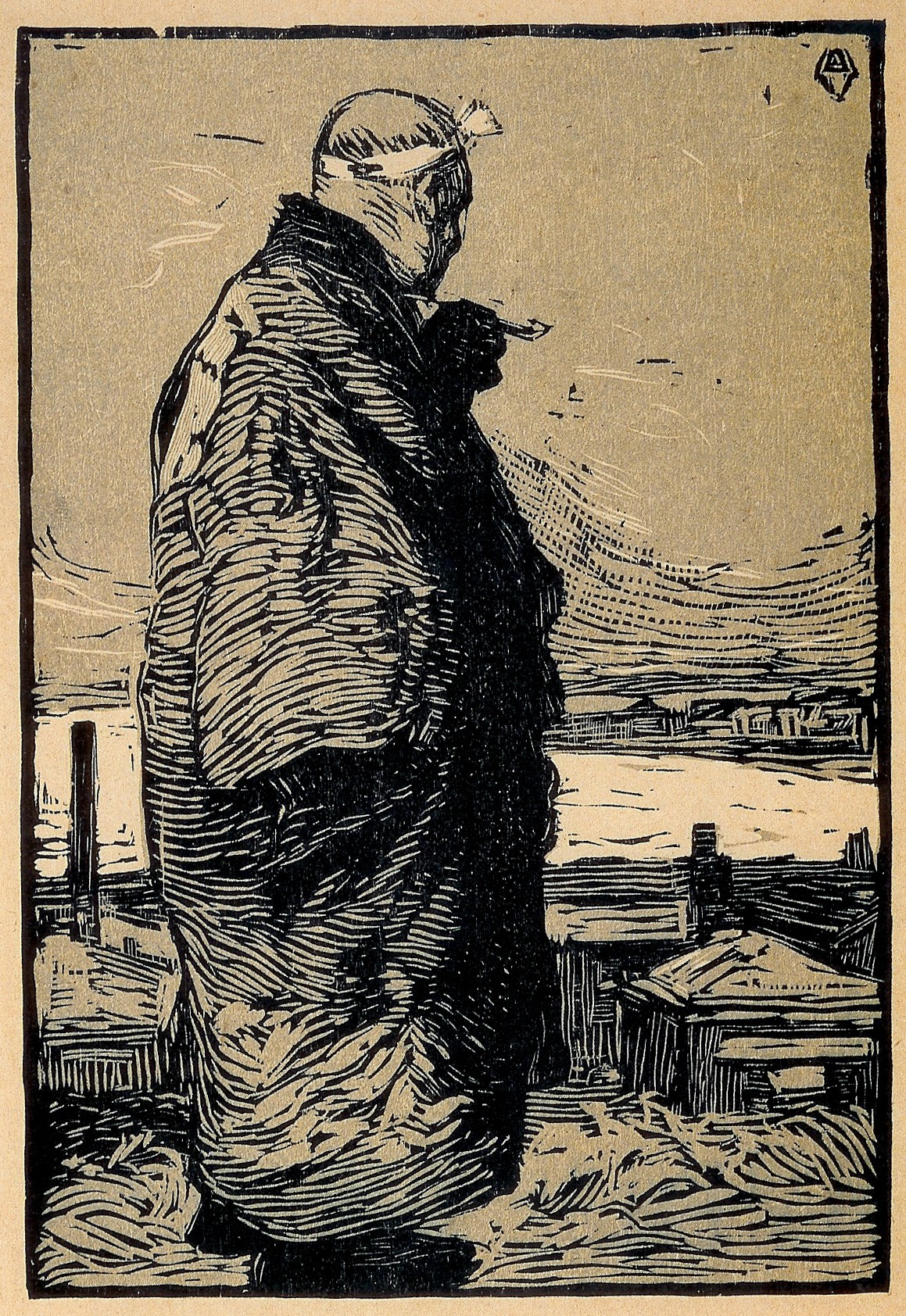
漁夫
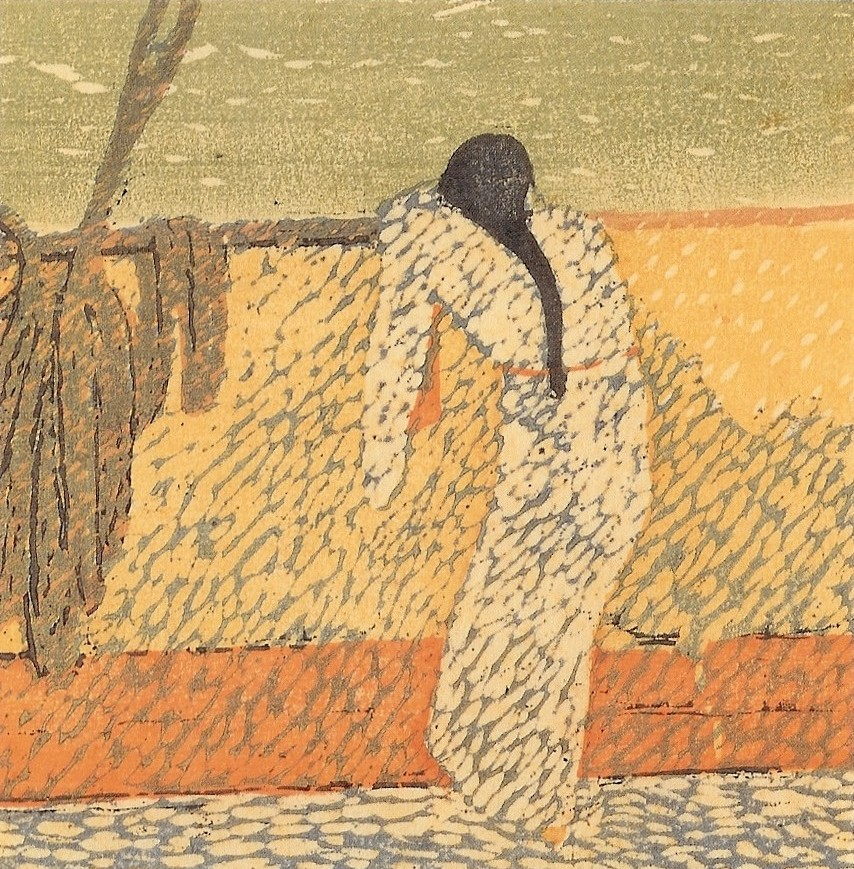
デッキの一隅
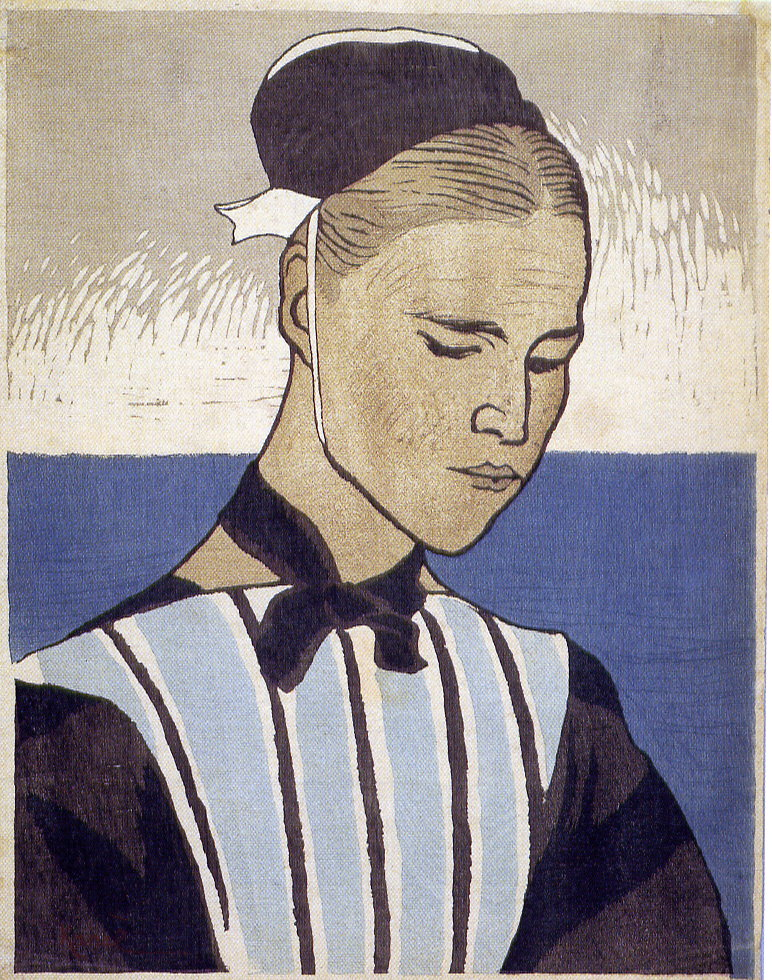
ブルトンヌ

## 業績
鼎の自由画教育運動と農民美術運動は、1916年（大正5年）フランスからの留学の帰途、ロシアで見た児童画と農民工芸に注目、さらにトルストイが始めた農民学校の話に感激して、日本においても実行しようと始めたものであった。旧来の手本を模写させるだけの美術教育を批判、子供に自由に描かせる必要性を説いた自由画運動と、農閑期に工芸品を作り、副収入を得ると同時に、美術的な仕事を通して、農民の文化と思想を高めようとする農民美術の運動によって、鼎は大正デモクラシーの先駆者の一人として位置づけられている。

### 自由画教育運動
児童画の教育を改革しなければならないと考えた鼎は1918年（大正7年）、日本創作版画協会を設立、会長となり、自由画教育運動を展開した。この運動は全国的に教育現場で迎えられた。長野県では当時盛り上がっていた自由教育・個性教育思潮もあり、自由画教育運動は急速に普及した。1919年（大正8年）4月、長野県小県郡神川小学校で開かれた第1回児童自由画展覧会には長野県下から1万点弱の作品が寄せられ、7千人を超える児童が鑑賞した。1920年（大正9年）、「自由画教育の要点」を中央公論8月号に発表。同年12月26日、北原白秋らと日本自由教育協会を結成。児童の自由な感性を重視する芸術教育は、現在まで影響を及ぼしている。

### 農民美術運動
第一次世界大戦後の疲弊した農家の生活を安定させるため、農閑期を有効に生かすことによって農民の生活に生き甲斐と誇りを持たせるために計画されたのが、農民芸術運動である。1919年（大正8年）12月、神川小学校の教室を借用して農民美術練習所が開所し、練習所の作品は三越で展示即場会で出品され好評を博した。農民美術練習所は翌年は、鼎とともにこの運動に携わった金井正の蚕室に移り、1000円ほどの建築費で小さな青い屋根の工房を完成させた。
1923年（大正12年）には日本農民美術研究所が新築され、本格的に講習が行われるようになった。また、農民美術生産組合が組織されるなど、その運動は着々と成果をあげながら、昭和の初期には長野県各地のほかに、東京、岐阜、京都、千葉、神奈川、埼玉、福岡、熊本、鹿児島などでも作品が生産されるようになった。現在も全国各地に物産品として民芸品が作られているが、これらのかなりの部分がこの農民美術運動に影響を受けたものである。徳川義親が北海道八雲町で始め全道に広まった木彫りの熊は、この農民美術運動とアイヌ工芸とが結びついて生まれた混合文化といえる。
民藝運動の創始者・柳宗悦は、農民美術がロシアなど西洋文化を模倣しており日本の伝統工芸を顧みていないことに批判的であった。

## 記念館

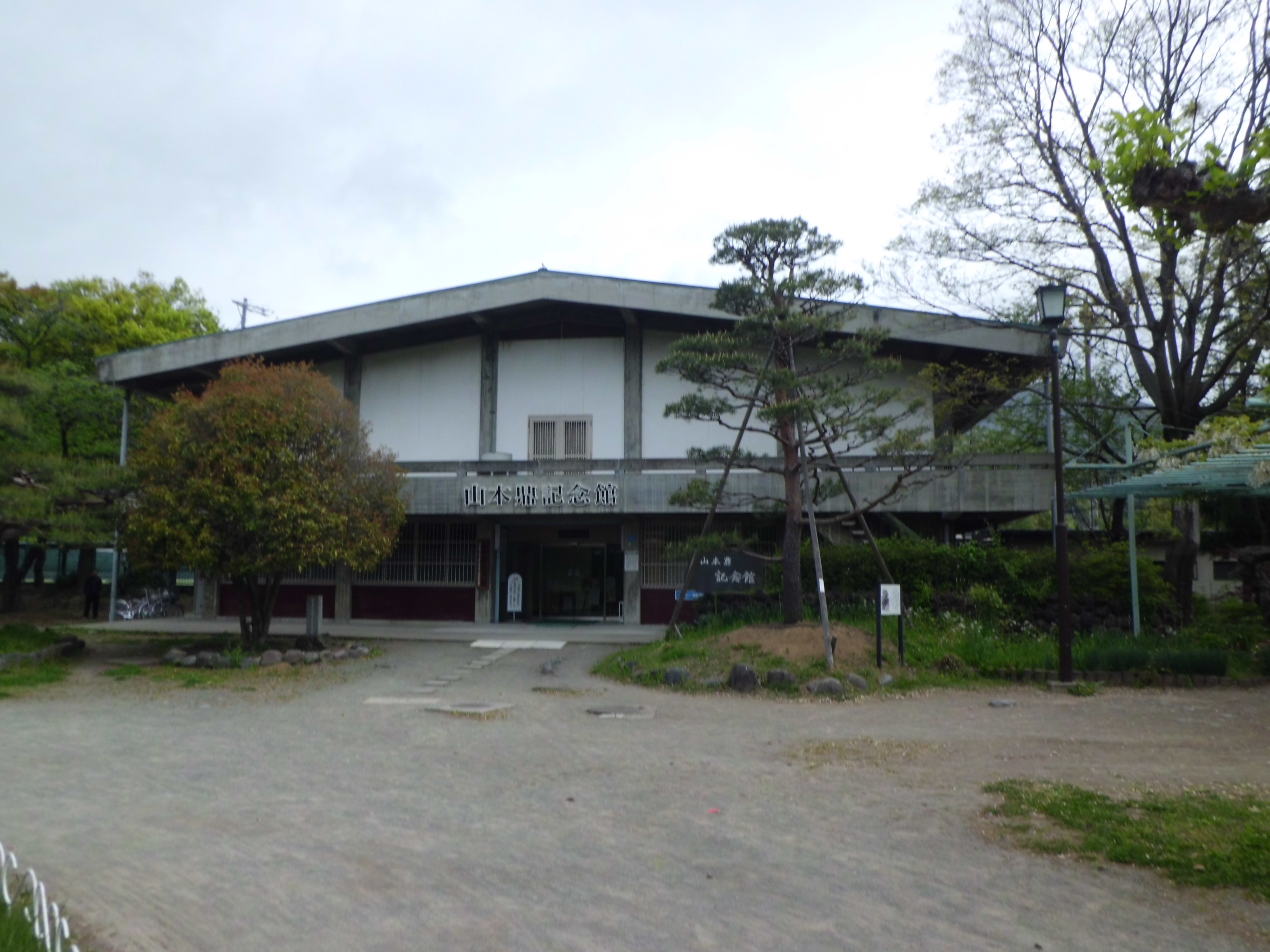
山本鼎記念館

日本農民美術研究所に学んだ人たちの間で、1950年代後半から鼎を顕彰した記念館の建設の機運が起こり、広範な運動に発展、長野県内小中高生や教職員、美術家や篤志家、団体などから寄付があった。鼎と親交のあった有島生馬、石井鶴三らからは資金の一部にと作品が寄贈された。長野県からの補助金もあって、1962年（昭和37年）、上田市の上田公園内に完成、市に寄贈された。個人の記念館としては、大規模のものである。およそ半世紀にわたって顕彰事業と美術館活動を継続したが、2014年（平成26年）10月2日に開館した上田市立美術館に機能を統合され、同年9月末日をもって閉館。所蔵品は上田市立美術館に移管された。同年、上田市立美術館では開館を記念する鼎の特別展が開かれ、作品と関連資料が公開された。記念館の建物は隣接する上田市立博物館の別館として整備され、2016年（平成28年）1月4日に再開館した。

## 版画大賞展
山本鼎の業績を記念して、1999年（平成11年）に第1回山本鼎版画大賞展が開催され、ビエンナーレとして3年に1度開催されている。山本鼎記念館（上田市）主催。

## 年譜
- 1882年（明治15年） - 愛知県額田郡岡崎町に生まれる
- 1887年（明治20年） - 一家東京に転居、浅草山谷に住む
- 1892年（明治25年） - 小学校尋常科四年を卒業、桜井暁雲(虎吉)方に弟子入りする
- 1900年（明治33年） - 一家上田市大屋に転居、父一郎医院を開業
- 1902年（明治35年） - 東京美術学校西洋画科選科入学
- 1904年（明治37年） - 木版二色刷「漁夫」発表、石井柏亭「刀画」と名づける
- 1905年（明治38年） - 11月、美術雑誌『平旦』において「西洋木版に就て」（翌年1月まで連載）と題して「版画」の語を使用
- 1907年（明治40年） - 石井柏亭、森田恒友らと『方寸』誌創刊
- 1908年（明治41年） - パンの会発足、発起人となる
- 1909年（明治42年） - 北原白秋詩集「邪宗門」挿絵
- 1912年（大正元年） - 神戸港からフランス留学、エコール・ド・ボザールに入学、エッチングを学ぶ
- 1914年（大正3年） - 島崎藤村と親交、第一次世界大戦始り、ロンドンへ避難
- 1915年（大正4年） - エコール・ド・ボザールに通学再開
- 1916年（大正5年） - スウェーデン、ドイツ、チェコ、ロシアを経てシベリア鉄道経由で帰国
- 1916年（大正5年） - 帰国途中のモスクワにて児童想像美術展と農村工芸品展示所を見る
- 1917年（大正6年） - 日本美術院洋画部同人、長野県上田で金井正らと児童の美術教育の改革につき話し合う
- 1917年（大正6年） - 北原白秋妹、家子と結婚、東京市外日暮里に新居を構える
- 1918年（大正7年） - 戸張弧雁、寺崎武男らと日本創作版画協会設立、会長となる
- 1918年（大正7年） - 長野県小県郡神川村小学校で講演「児童自由画の奨励」
- 1919年（大正8年） - 東京・日本橋三越にて第1回日本創作版画協会展、日本児童自由画協会設立
- 1919年（大正8年） - 執筆した「日本農民美術建業の趣意書」を神川村に配布、
- 1919年（大正8年） - 農民美術練習所を神川小学校に開講
- 1920年（大正9年） - 東京・日本橋三越で農民美術品展示即売会
- 1921年（大正10年） - 農民美術練習所を大屋に完成
- 1922年（大正11年） - 春陽会創立に参加
- 1923年（大正12年） - 第2期農民美術講習を新築した農民美術研究所にて開始
- 1931年（昭和6年） - 日本版画協会設立、副会長となる
- 1935年（昭和10年） - 帝展参与、日本農民美術研究所閉鎖、春陽会脱退
- 1936年（昭和11年） - 新文展審査員
- 1940年（昭和15年） - 東京・日本橋三越で個展
- 1942年（昭和17年） - 群馬県榛名湖畔に滞在
- 1942年（昭和17年） - 北原白秋死去、葬儀委員長をつとめる
- 1942年（昭和17年） - 榛名湖畔の旅館で脳溢血のため倒れ、高崎市内の病院で加療後、帰京
- 1944年（昭和19年） - 病気療養のため上田市に転居
- 1946年（昭和21年） - 腸捻転となり、入院して手術を受けた後死去。

## 著書
- 『油絵ノ描キ方』アルス、1917年8月。 NCID BB11445520。全国書誌番号:43023599。
  - 『油画の描き方』（改訂版）アルス、1919年7月。 NCID BB28939944。全国書誌番号:43023600。
- 『美術家の欠伸』アルス、1921年2月。 NCID BA32482958。全国書誌番号:43032250。
  - 『美術家の欠伸』（復刻版）郷土出版社〈珠玉の名著＝初版本記念復刻セット〉、1991年1月。 NCID BN07047019。全国書誌番号:91031505。
- 『油画のスケッチ』アルス、1921年12月。 NCID BA66137735。全国書誌番号:43029277。
- 『自由画教育』アルス、1921年12月。 NCID BN05701959。全国書誌番号:43054068。
  - 『自由画教育』（復刻版）黎明書房、1972年8月。 NCID BN04362891。全国書誌番号:71013350。
  - 『自由画教育』（復刻版）黎明書房、1982年4月。 NCID BN04891972。全国書誌番号:82036941。
- 『図画と手工の話』アルス〈日本児童文庫 67〉、1928年9月。 NCID BN09541253。全国書誌番号:45019181。
- 『世界工芸美術物語』石井了介絵、アルス〈日本児童文庫 76〉、1930年11月。 NCID BN11646301。全国書誌番号:45019190。
- 『工芸と民芸の話』白崎海紀絵、アルス〈日本児童文庫 33〉、1954年12月。 NCID BN1384086X。全国書誌番号:45019220。
- 山越脩蔵 編『山本鼎の手紙』上田市教育委員会、1971年10月。 NCID BN04911898。全国書誌番号:75041548。
  - 山越脩蔵 編『山本鼎の手紙』 補遺、上田市教育委員会、1977年。 NCID BN04911898。

### 共著
- 藤五代策、山本鼎『玩具手工と図画』児童保護研究会、1923年6月。 NCID BA33572626。全国書誌番号:43008840。

### 版画選
- 『山本鼎版画選』 第1集、山本鼎記念館友の会、1969年。 NCID BA89058015。全国書誌番号:75046382。
- 『山本鼎版画選』 第2集、山本鼎記念館友の会、1969年。 NCID BA89058015。全国書誌番号:75046383。
- 『山本鼎版画選』 第3集、山本鼎記念館友の会、1970年。 NCID BA89058015。全国書誌番号:75046384。
- 『山本鼎版画選』 第4集、山本鼎記念館友の会、1970年。 NCID BA89058015。全国書誌番号:75046385。
- 『山本鼎版画選』 第5集、山本鼎記念館友の会、1970年。 NCID BA89058015。全国書誌番号:75046386。

## 関連図書
- 遠藤三恵子『ロシアの農民美術 〜テニシェワ夫人と山本鼎』東洋書店
- 窪島誠一郎『鼎と槐多 わが生命の焔信濃の天にとどけ』信濃毎日新聞社
- 磯貝静男、小崎軍司『山本鼎と倉田白羊―生涯と芸術』上田小県資料刊行会
- 小崎軍司『山本鼎』山本鼎記念館
- 上田市山本鼎記念館 編『山本鼎生誕120年展:山本鼎その仕事～版画と装幀に光りをあてて』上田市山本鼎記念館、2002年。
- 上田市立美術館 編『開館記念特別展 山本鼎のすべて展 「自分が直接感じたものが尊い」の実像に迫る』上田市立美術館、2014年。
- 長野県 編「児童自由画教育運動」『長野県史 通史編 第8巻 (近代 2)』長野県史刊行会、1989年、560-569頁。 NCID BN00168252。